# Ливанова, Вера Матвеевна
Вера Матвеевна Ливанова (25 июля 1910—1998) — советская художница, живописец, станковый график, плакатистка. Член Союза Художников СССР (1938). Автор первого плаката, который провозгласил поражение нацистской Германии.

## Биография
Вера Матвеевна Ливанова родилась в Москве. Ее отцом был историк, профессор и ректор МГУ Любавский Матвей Кузьмич, а матерью — Наталья Валерьяновна Любавская, в девичестве Зызыкина. В 1923—1924 Веру Ливанову принимает в свою студию Сухотина-Толстая, Татьяна Львовна. В 1926 году будущая художник и плакатист поступает в Московское государственное академическое художественное училище памяти 1905 года, ныне Московское академическое художественное училище (МАХУ). В 1928—1930 Вера Ливанова обучается во ВХУТЕИНе (Ленинградский высший художественно-технический институт) на театральном отделении. Ее преподавателями становятся мэтры советского искусства довоенного времени Бруни, Лев Александрович, Герасимов, Сергей Васильевич, Кончаловский, Пётр Петрович, И. И. Рабинович.
Как на художника-плакатиста, на Ливанову оказывает большое влияние известные художники раннего советского периода Дейнека, Александр Александрович, Пименов, Юрий Иванович, Татлин, Владимир Евграфович.
Свою профессиональную деятельность Вера Матвеевна начинает в качестве театрального художника-декоратора. В 1931—1932 создает киноплакаты по заказу «Интуриста». В 1932 году работает художником-графиком в Перми во Всесоюзной торговой палате. Тогда ею была написана большая картина «Подготовка рабочих к обороне» (1932). Ныне эта работа находится в Пермской государственной художественной галерее .
Позднее Ливанова переезжает в Киев, где увлекается созданием плакатов.
В 1936 Вера Матвеевна возвращается в Москву, где через два года становится членом московского отделения Союза художников СССР. Более тридцати лет — с 1937 по 1968 год — Вера Ливанова работает в должности художника-плакатиста в издательствах ИЗОГИЗ и Советский художник. В период с 1958 по 1968 годы ей часто делают заказы для «Агитплаката» — творческой мастерской в системе СХ СССР и МОСХ РСФСР .
Работала над самыми разнообразными темами — выборными, праздничными, сельскохозяйственными, школьными и детскими плакатами: «Держи, товарищ, порох сухим!» (вместе с Ольгой Эйгес, 1937), «9 мая всенародный праздник победы!» (1946), «Слава тебе, непобедимая Москва!» (1947), «Поднимай целину!» (1954), «Да здравствует Всесоюзный день железнодорожника!» (1957).
Для творческого опыта в 60-х годах ездила по поручению ЦК ВЛКСМ на Красноярская ГЭС, в Дивногорск, Норильск.
Мужем Ливановой был архитектор и театральный деятель Герман Ливанов, несколько плакатов Вера Матвеевна выполнила в соавторстве с дочерью Татьяной.

## Творчество
В начале работы с издательством «Изогиз», Ливанова больше интересна как колорист, который не боится нестандартных цветовых решений. Что касается содержания плакатов, то они имеют тенденцию к прославлению советской власти. Это тема выборов, годовщин и других политических событий, а также сельскохозяйственных и промышленных достижений.
Во время Второй мировой войны Вера Ливанова внесла свой вклад в тему массовой пропаганды. Ею был создан самый первый плакат, провозгласивший поражение нацистской Германии.
После войны Ливанова обратилась к теме послевоенного восстановления советского сельского хозяйства. Также выполнила плакаты, посвящённые выборам, как например «Выборы в Верховный Совет СССР» и «Конституция СССР».
В 1950-е годы Вера Ливанова создает плакаты в стиле традиционного русского лубка. В частности, близко к этой стилистике выполнена серия плакатов, посвященных празднованию 800-летия Москвы.
В 1960-е годы Ливанова увлекается интернациональной темой. Появляются плакаты на тему: «Свободу Африке!», «Мир. Труд. Май!», «За мир и счастье во всём мире!».
Помимо плакатов, Ливанова увлекается карандашными рисунками и рисунком гуашью. В этой стилистике она изображает Хосту в 1957-м, Гурзуф и Крым в 1960-х, и Сибирь в шестидесятые годы — Дивногорск, Енисей, строительство Красноярской ГЭС. По заказу Министерства культуры Дагестанской АССР выполняет ряд работ гуашью на военно-патриотическую тему.

## Участие в выставках
После вступления в Союз художников СССР в 1938 году, Вера Ливанова активно участвует в московских, республиканских, всесоюзных и зарубежных выставках. Ее работы были представлены на следующих выставках:
— Выставка живописи, графики и скульптуры женщин-художников (Москва, 1938);
— Всесоюзная выставка советского плаката (Москва, 1941);
— Выставка «Плакаты о Красной Армии» (Автаномные Республики, края и области РСФСР, 1942);
— Международная выставка плаката (1948);
— Выставка советского плаката (ЛатССР, 1949);
— Передвижная выставка советского плаката (Ленинград, 1949);
— Выставка художников советского плаката (ЛитССР, 1949) (ныне экспозиция является частью крупномасштабного проекта музея-заповедника «Дмитровский кремль») ;
— Первая всесоюзная выставка книги, графики и плаката (Москва, 1950) ;
— Выставка произведений советских художников в КНР (1958) ;
— Выставка «Плакат и сатира за 40 лет в произведениях московских художников» (Москва, 1958) и других.

## Награды
- Медаль «За доблестный труд в Великой Отечественной войне 1941—1945 гг.».
- Медаль Ветеран Труда.

## Признание творческого наследия
Работы Веры Матвеевны Ливановой имеют в своих фондах Государственная Третьяковская галерея, Государственный Русский музей, Государственный музей изобразительных искусств имени А. С. Пушкина, Центральный музей современной истории России (бывший Музей Революции СССР), Пермская художественная галерея, в ряде музеев за рубежом.
Работы Веры Матвеевны Ливановой представлены в Едином электронном каталоге Российская государственная библиотека.